# 日本証券アナリスト協会
公益社団法人日本証券アナリスト協会（こうえきしゃだんほうじんにほんしょうけんあなりすときょうかい）は日本における証券アナリストの育成と社会的地位の向上を目指す公益社団法人。1962年10月に設立された東京証券アナリスト協会（任意団体）を起源とする。略称はSAAJ(The Securities Analysts Association of Japan)。2019年3月末現在、日本証券アナリスト協会認定アナリスト（Certiﬁed Member Analyst of the Securities Analysts Association of Japan、略称CMA®）は28,869名。

## 理念･使命･戦略
「金融・資本市場の健全な発展を促進し、持続可能な社会の実現に貢献する」を将来にわたって目指す姿"理念(Vision)"とし、協会が社会において果たすべき役割を"使命(Mission)"として「広い視野、深い専門知識・分析能力、高い倫理観を備え、時代の要請に応える金融・投資のプロフェッショナルを育成する」を制定し、これらを実現していくための活動の大枠として以下の3点を"戦略(Strategy)"としている。
- 金融・投資に関する専門知識・分析能力と、職業倫理を主たる内容とした資格の認定を含む教育プログラムを提供する。
- 資格保有者が、金融・投資のプロフェッショナルとして、視野を拡大し、専門性を深め、信頼性を高めることを支援する。
- 金融・資本市場の健全な発展に向けた、情報発信や意見表明を行う。

## 通信教育・認定試験制度
証券の分析や評価を行う証券アナリストとしての技能向上を目的とした通信教育と認定試験を実施しており、1次試験と2次試験に合格し、実務経験が3年以上の者を日本証券アナリスト協会認定アナリスト（CMA®)として認定している。
1次試験を受験するには、毎年6月～翌年1月の通信講座の受講が必要である。通信講座は「証券分析とポートフォリオ・マネジメント」「財務分析」「経済」の3科目で、任意の1科目から受講できる。通信講座の受講終了後に受験する1次試験は、4月と9月か10月の年2回、科目別にマークシート方式で実施される。
1次試験の3科目全てに合格し、毎年8月～翌年4月の通信講座の受講を終了すると、2次試験の受験資格が得られる。2次レベルの通信講座は「証券分析とポートフォリオ・マネジメント」「コーポレート・ファイナンスと企業分析」「市場と経済の分析」「職業倫理・行為基準」の4科目で、一括受講が必要である。通信講座の受講終了後に受験する2次試験は、毎年6月に4科目総合の論述試験として実施される。
また、CMA®は国際公認投資アナリスト(CIIA®)試験の受験資格を得る。

## ディスクロージャー優良企業選定
上場企業のディスクロージャーの促進と向上を目的として「証券アナリストによるディスクロージャー優良企業選定制度」を1995年度から運営し、毎年10月に選定企業と調査対象企業の評価を公表している。
2022年度（2022年10月公表）は、建設･住宅･不動産、食品、化学･繊維、トイレタリー･化粧品、医薬品、鉄鋼･非鉄金属、機械、電気･精密機器、自動車･同部品･タイヤ、エネルギー、運輸、通信･インターネット、商社、小売業、銀行、保険・証券・その他金融、ITサービス・ソフトウェア、広告・メディア・エンタテインメントの18業種300社を評価対象とし、また、新興市場銘柄（対象：30社）および個人投資家向け情報提供における優良企業（対象：30社）を公表した。

## 所在地
- 本部
  - 〒103-0026 東京都中央区日本橋兜町2番1号 東京証券取引所ビル5階
- 兜町平和ビル分室
  - 〒103-0026 東京都中央区日本橋兜町3番3号 兜町平和ビル1階
- 大阪事務所
  - 〒541-0041 大阪府大阪市中央区北浜一丁目8番16号 大阪証券取引所ビル11階